# Torvard C. Laurent
Torvard Claude Laurent, född 5 december 1930 i Stockholm, död 21 november 2009 i Uppsala, var en svensk forskare inom medicinsk kemi. Han var son till Torbern Laurent och brorson till Vivi Laurent-Täckholm.
Laurent studerade vid Karolinska Institutet, där han disputerade 1957 och blev färdig läkare (medicine licentiat) 1958. I sin forskarutbildning hade han inledningsvis Endre A. Balazs och senare Bertil Jacobson som handledare. Han var assistent i histologi och kemi vid Karolinska Institutet under 1950-talet, och var sedan forskare vid Retina Foundation i Boston (där Balazs nu var verksam) i fyra år innan han 1961 kom till Uppsala universitet som forskardocent. 1966–1996 var han professor i medicinsk och fysiologisk kemi i Uppsala.
Laurent har framför allt forskat kring glykosaminoglykanen hyaluronan, såväl dess kemi som fysiologisk funktion, katabolism och beteende i samband med sjukdomstillstånd. Han byggde också upp en forskargrupp inom bindvävens biologi i Uppsala. Hans intresse för att utnyttja hyaluronan som läkemedel ledde Pharmacia att ta fram Healon, ett kommersiellt mycket framgångsrikt preparat som används inom ögonkirurgi.
Laurent invaldes 1982 som ledamot av Kungliga Vetenskapsakademien. Han var akademiens preses 1991–1994 och ledamot av Nobelkommittén för kemi 1992–2000. Han var vetenskaplig sekreterare i Wenner-Grenstiftelsen 1992–2002. År 1993 utnämndes han till hedersdoktor vid Åbo universitet.
Laurent tilldelades 1994 Konungens medalj av guld i 12:e storleken i Serafimerordens band. 2008 tog han emot Kungl. Ingenjörsvetenskapsakademiens stora guldmedalj med motiveringen "för hans vetenskapliga verksamhet med fokus runt hyaluronan, en komplex kolhydrat".
Laurent är begravd på Uppsala gamla kyrkogård.